# Arthraerua
Arthraerua là chi thực vật có hoa trong họ Amaranthaceae.